# Parc d'État de Brantley Lake
Le parc d'État de Brantley Lake (anglais : Brantley Lake State Park) est un parc d'État au Nouveau-Mexique, tirant son nom du barrage de Brantley. Il comprend un Lac de barrage d'environ 16 km2 qui se trouve être le lac le plus au sud du Nouveau-Mexique. Sa superficie varie selon le débit de la rivière Pecos et l'aridité plus ou moins importante due au climat local.

## Histoire
Le parc fut créé en 1989.

## Géographie
La superficie du parc est de 12 km2 à une élévation de 1 006 m. Il se trouve à 19 km au nord de Carlsbad. 

## Faune et flore
Plusieurs espèces peuvent être trouvées dans le lac: le bar, le bar blanc, la carpe, le crapet arlequin, le doré jaune, le pomoxis et le siluriforme.